# Convento e Igreja de Santo Antônio (Igarassu)
O Convento e Igreja de Santo Antônio é um conjunto arquitetônico barroco situado em Igarassu, Pernambuco, Brasil. Foi fundado no século XVI, de acordo com um projeto dos padres franciscanos.

## Histórico e características

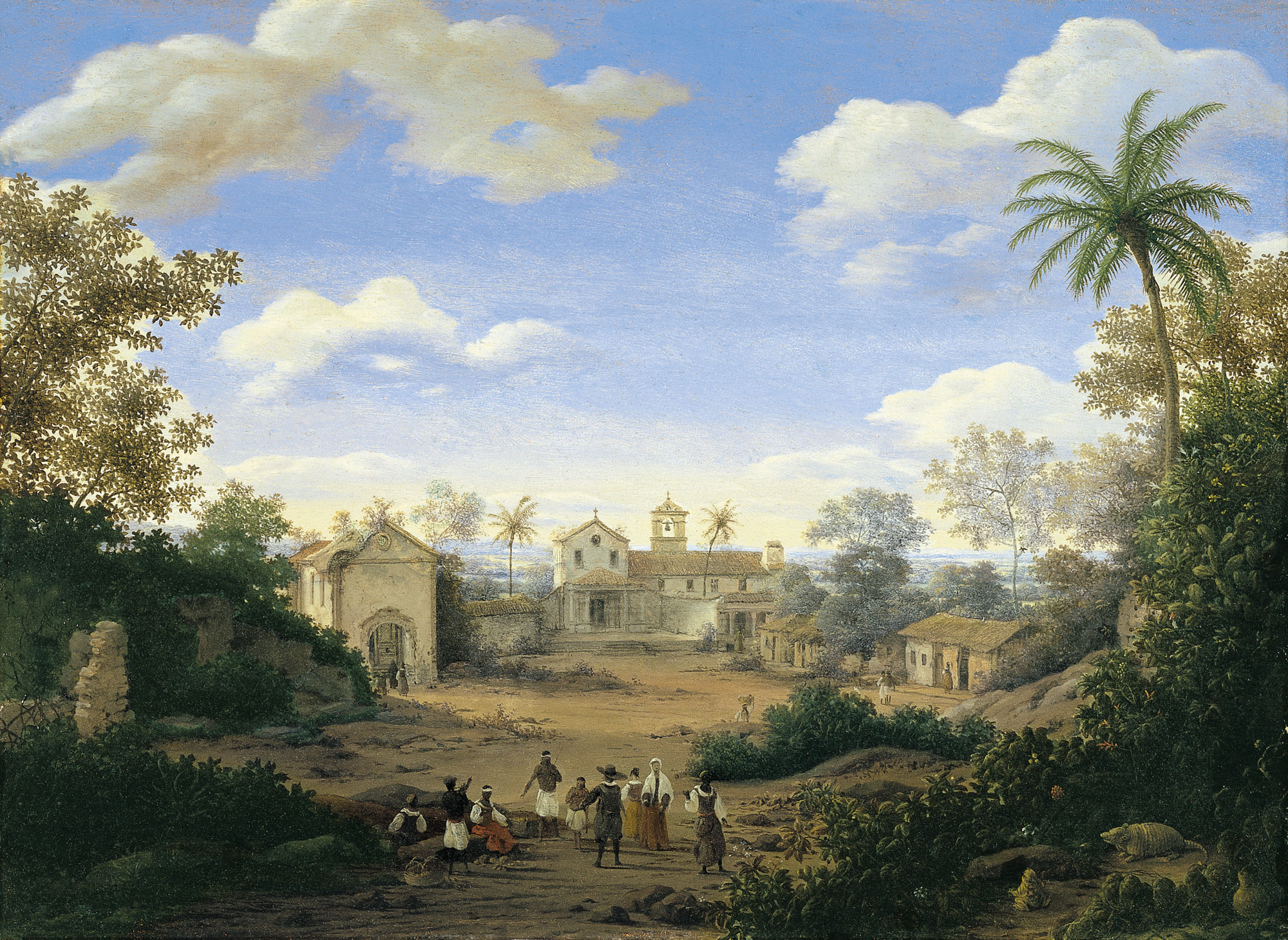
Antigo Mosteiro Franciscano ao fundo, em frente a pequena Igreja dos Santos Cosme e Damião, pintado por Frans Post em 1680.

O Convento de Santo Antônio de Igarassu foi fundado no ano de 1588.
No contexto da Dinastia Filipina, quando das Invasões holandesas do Brasil, foi atacado e pilhado pelos holandeses. Tendo permanecido abandonado até à expulsão dos invasores em 1654, a sua reconstrução foi concluída somente em 1693.
Trata-se de um monumento barroco rico em azulejos que hoje abriga o Museu Pinacoteca de Igarassu, cujo acervo é apontado como a mais importante coleção da fase colonial brasileira.
Seu interior é composto de duas esculturas com camadas finas de ouro, uma recente e outra com 323 anos, seu pise é composto de várias covas não identificadas mas ocupadas, tendo somente duas desocupadas, que se localzão no altar.
O conjunto arquitetônico encontra-se tombado pelo IPHAN - Instituto do Patrimônio Histórico e Artístico Nacional - desde 1939.

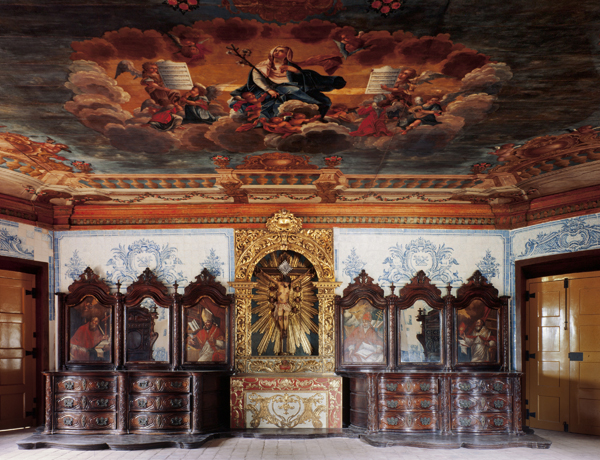
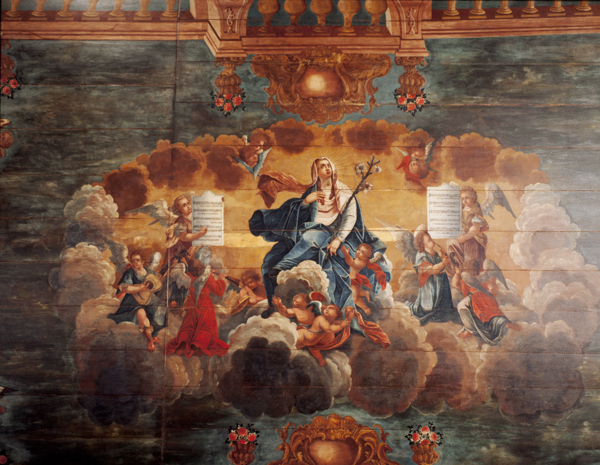
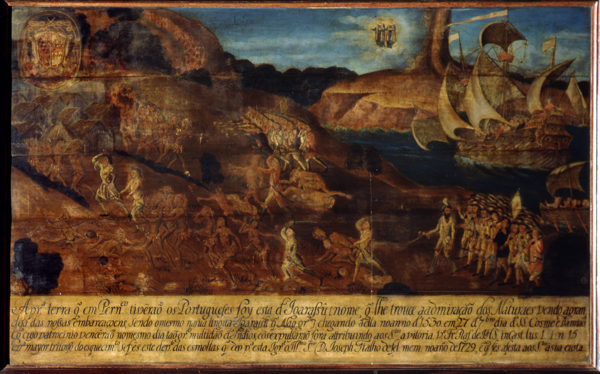
Invasões portugesas
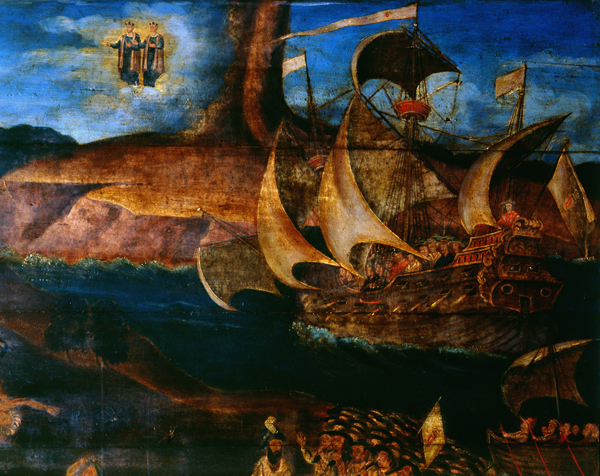